# Zygmunt Wiktor Denhoff
Zygmunt Wiktor Denhoff (zm. 1694) – starosta sokolnicki, podkomorzy wieluński 1683, podskarbi nadworny litewski 1693, poseł na sejmy.
Wnuk wojewody dorpackiego Kaspra Denhoffa. Ojcem Zygmunta Wiktora był Stanisław Denhoff (zm. 1653), starosta wieluński i radomszczański, matką zaś Anna Eufemia Radziwiłł (ur. 1628 zm. 1663), córka ks. Aleksandra Ludwika. 
Żony:
- Helena Działyńska, córka Zygmunta, wojewody brzeskokujawskiego – z tego małżeństwa córka: Anna, żona Aleksandra Daniłowicza, starosty parczewskiego (synowa Mikołaja Franciszka Daniłowicza);
- Joanna Teresa Brzostowska, córka Cypriana Pawła, wojewody trockiego[1].

Poseł na sejm 1683 roku, poseł sejmiku wieluńskiego na sejm 1685 roku.